# 中国人民解放军国防大学政治学院
中国人民解放军国防大学政治学院，本部位于上海市，隶属中国人民解放军国防大学。

## 沿革

### 中国人民解放军政治学院
1951年12月，在北京成立中国人民解放军政治学院（简称解放军政治学院），作为军队最高政治学府，罗荣桓任第一任院长。院址位于今北京市海淀区复兴路83号院。政治学院院刊为《思想战线》。1969年，解放军政治学院停办，后与解放军高等军事学院、解放军军事学院合并为中国人民解放军军事政治大学（解放军军政大学）。1978年，以解放军军政大学政治系为基础重建解放军政治学院。

### 中国人民解放军国防大学军队建设与军队政治工作教研部
1986年1月15日，由解放军原军事学院、后勤学院、政治学院合并，成立中国人民解放军国防大学，校本部定为原军事学院院区。原解放军政治学院在合并为国防大学后拆分为多个教研单位，如马克思主义教研室、党史党建政工教研室等，其院刊《思想战线》与原军事学院院刊《军学》合并改为《国防大学学报》。解放军政治学院原址（复兴路83号院）改称国防大学二号院。
经过几轮调整，组建了正军级的中国人民解放军国防大学军队建设与军队政治工作教研部，可视为原解放军政治学院的后继单位。
2017年，国防大学军队建设与军队政治工作教研部与其他单位合并改组为中国人民解放军国防大学军事管理学院，仍下设军队政治工作教研室、中共党史党建教研室，但不再被视为全军专业政治院校；另由原南京政治学院、西安政治学院、武警政治学院合并组建中国人民解放军国防大学政治学院，继承了原解放军政治学院的衣钵，并设院刊《思想理论战线》。原解放军政治学院院区仍称为国防大学二号院，不承担教学任务，主要作为家属区。

### 中国人民解放军南京政治学院

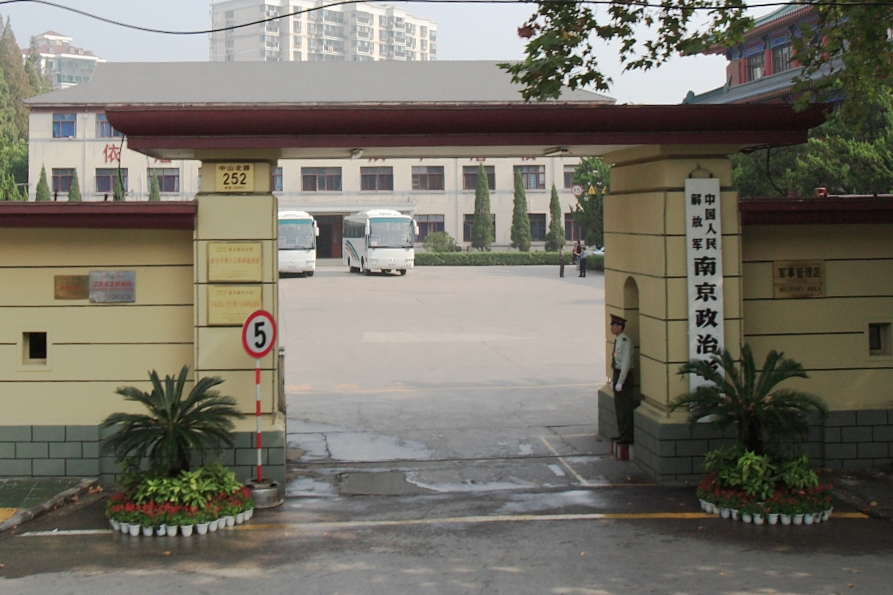
原中国人民解放军南京政治学院

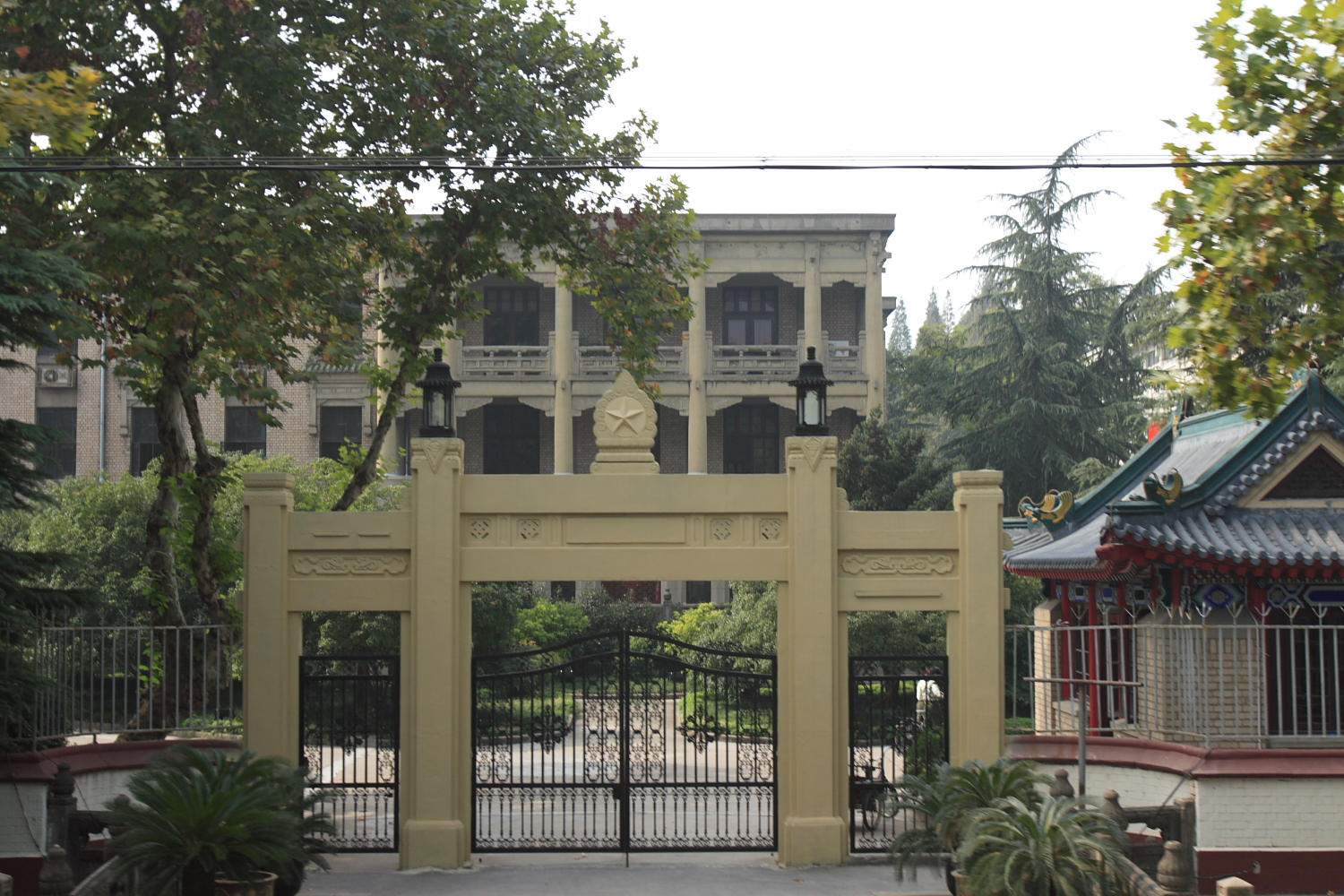
原中国人民解放军南京政治学院

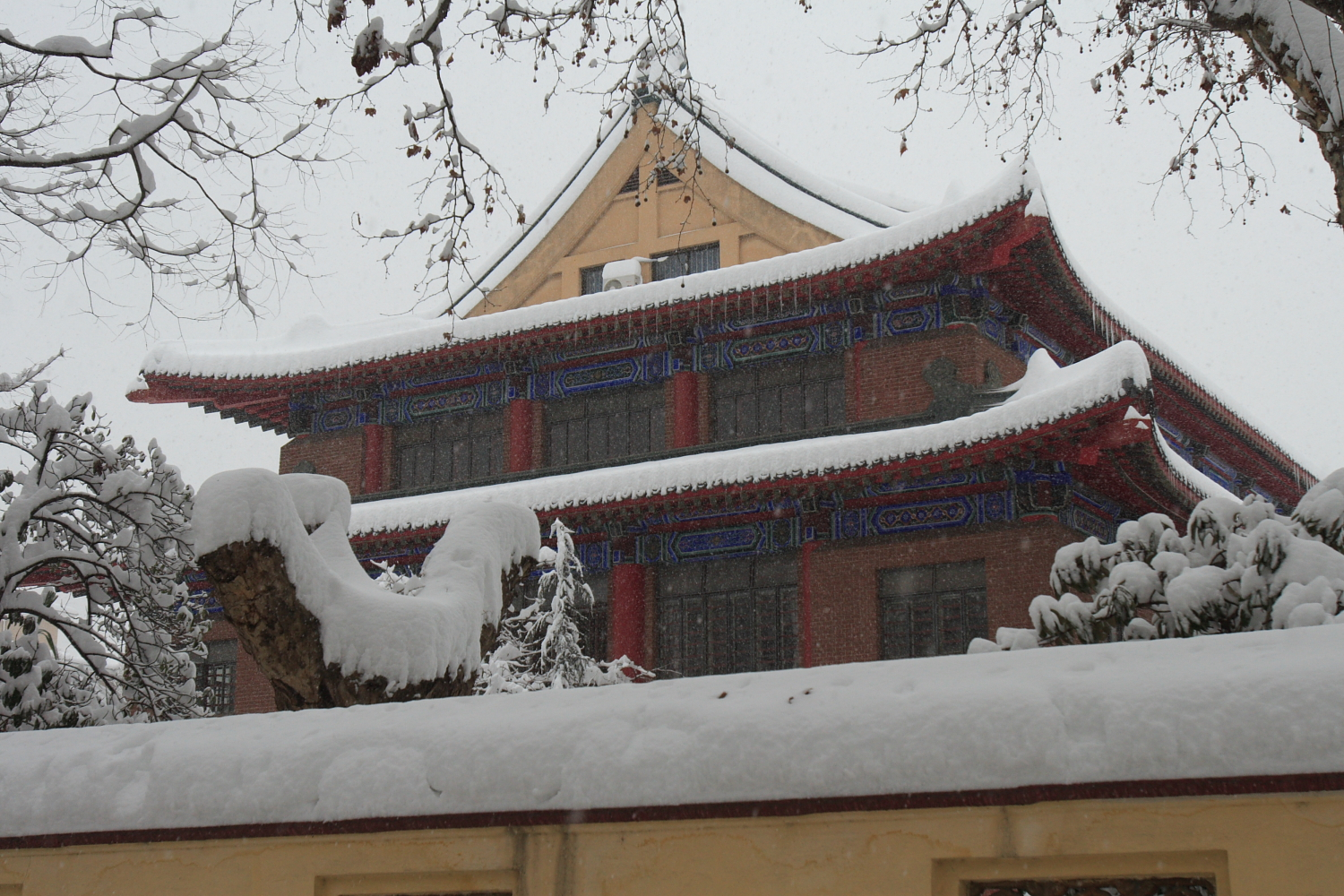
原中国人民解放军南京政治学院

1977年8月23日，在北京召开中央军委座谈会，邓小平在会上指出，训练政治干部的学校要增加，可专门办政治学校。两个月零十四天后，1977年11月中央军委颁发15号文件，决定组建中国人民解放军南京政治学校，同期组建的还有中国人民解放军西安政治学校。
1977年12月，在江苏省南京市成立中国人民解放军南京政治学校。1978年3月20日开学。
1986年2月，中央军委印发《关于军队院校教育改革的决定》和《全军院校体制改革精简整编方案》，明确“南京政治学校改称南京政治学院”，培训层次以本科为主。1986年6月，正式升格为中国人民解放军南京政治学院。1986年秋，举行南京政治学院命名大会暨八六级学员开学典礼。
1992年，中国人民解放军长沙政治军官进修学院并入，成为中国人民解放军南京政治学院长沙分院。1993年，南京政治学院长沙分院改建为中国人民解放军长沙政治学院。1999年4月并入中国人民解放军国防科学技术大学。
1999年5月，中国人民解放军空军政治学院转隶并入，成为中国人民解放军南京政治学院上海分院。空军政治学院的前身是1951年1月在河南省洛阳市组建的中国人民解放军空军军政干部学校，1954年9月迁至南京市中和桥，改建成中国人民解放军空军政治学校。1962年7月迁至上海市，1986年6月更名为中国人民解放军空军政治学院。1999年5月转隶并入南京政治学院，改称中国人民解放军南京政治学院上海分院，是隶属中国人民解放军总政治部、面向全军培养政治军官的中级任职教育院校及全军“2110工程”重点建设院校。2011年6月23日，中央军委决定撤销南京政治学院上海分院建制，改建成中国人民解放军南京政治学院上海校区。同年内，南京政治学院上海校区荣誉馆被列为上海市国防教育基地。
2001年，南京政治学院在被批准为博士学位授权点后，首次招收博士生。2004年1月，经中央军委批准，南京政治学院为中级任职教育院校，编制等级是正军级，承担为全军培养政治指挥干部、政治机关干部、政治工作专门人才的任务。截至2008年，该学院是军队“2110工程”重点建设院校，建有博士后科研流动站2个，博士学位授权点12个，硕士学位授权点24个，还建有全军舆论战、心理战专业研究中心，兵情实证研究所等研究机构。
2016年，在深化国防和军队改革中，其原来的上级单位中国人民解放军总政治部撤销，该院转隶中央军事委员会训练管理部。

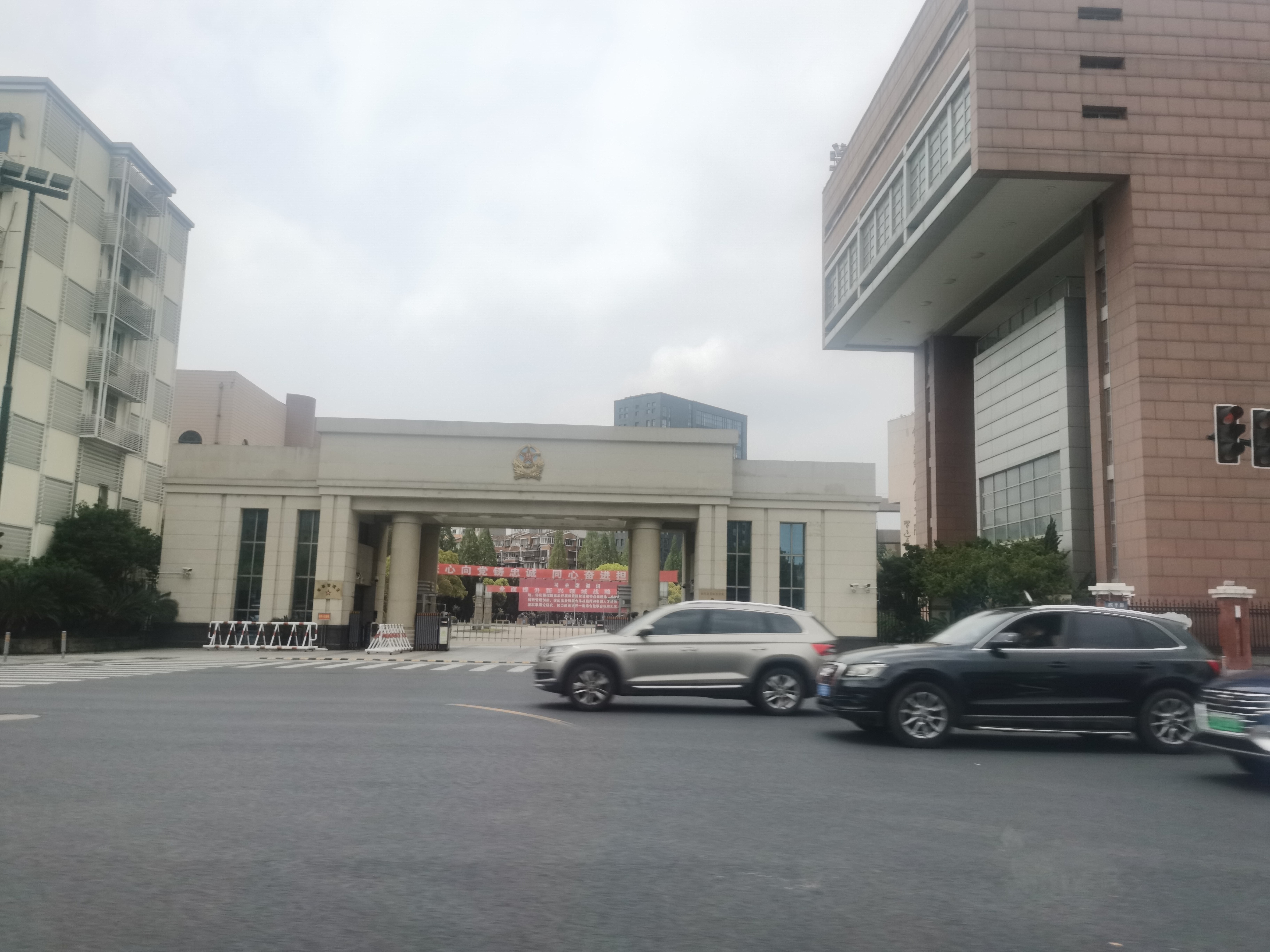
中国人民解放军国防大学政治学院杨浦教学区（2024年）

2017年，在深化国防和军队改革中，原南京政治学院与其他多所军队院校合并，调整组建为新的院校。
中国人民解放军南京政治学院本部位于江苏省南京市鼓楼区中山北路两侧（252、254号和303、305号），上海校区位于上海市五角场地区（杨浦区黄兴路2040号）。南京院本部主体建筑为中国古典式建筑，原为国民政府行政院和交通部大楼。

### 中国人民武装警察部队政治学院
- 1984年4月25日，经国务院批准，武警上海总队教导大队升格建立中国人民武装警察部队上海指挥学校[12]。团级[13]。
- 2000年5月，升格中国人民武装警察部队上海指挥学院[12]。副师级[13]。
- 2006年9月，更名中国人民武装警察部队上海政治学院。2006年9月15日，中国人民武装警察部队上海政治学院成立暨揭牌仪式举行[12][14]。正师级[13]。
- 2011年6月，经中央军委批准，武警上海政治学院更名为中国人民武装警察部队政治学院，由武警上海总队领导转隶武警部队政治部直接管理，军事级别由正师级升格为副军级，主要担负武警部队领导干部理论读书班，部队政工领导、政工干部集训、政治类教员培养等任务。2011年9月2日，中国人民武装警察部队政治学院揭牌仪式举行，中共中央政治局委员、中共上海市委书记俞正声，武警部队政治委员许耀元为武警政治学院揭牌[15][16][17]。
- 2012年8月，武警总部和上海市人民政府举行会商，研究决定了武警政治学院迁建一系列问题，启动学院迁建工程。2015年12月29日，位于上海市松江区业煌路658号的武警政治学院新校区正式建成启用[13][18][19]。新校区教学区占地面积350亩，毗邻佘山，三面环水[13]。
- 2016年，在深化国防和军队改革中，其上级单位中国人民武装警察部队政治部改为中国人民武装警察部队政治工作部。

### 中国人民解放军国防大学政治学院
2017年，在深化国防和军队改革中，以中国人民解放军南京政治学院、中国人民解放军西安政治学院、中国人民武装警察部队政治学院为基础，组建中国人民解放军国防大学政治学院，本部位于上海市（院本部设在松江教学区，即原中国人民武装警察部队政治学院；另设杨浦教学区，即原中国人民解放军南京政治学院上海校区；目前正规划在浦东新区万祥镇建设新校区	）。在西安市碑林区设西安校区（即原中国人民解放军西安政治学院）。在南京市鼓楼区设南京教学区（即原中国人民解放军南京政治学院院本部）。

## 编制
- 教务处
- 政治工作处
- 供应保障处
- 警通勤务连

### 专业设置
- 军政训练系（本部）
- 马克思主义理论系（本部）
- 政治机关工作系（本部）
- 基层政治工作系（杨浦教学区）
- 军事信息与网络舆论系（杨浦教学区）
- 军队纪检监察系（西安校区）
- 军队保卫工作系（西安校区）
- 军队司法工作系（西安校区）

## 历任领导
中国人民解放军南京政治学校
| 校长 1. 杜捷（1978年3月—1983年11月） 2. 刘永寿（1983年11月—1985年7月） 3. 于乃昌（1985年7月—1986年6月） 副校长 - 全贵（1978年8月—1980年3月） - 关志超（1978年11月—1985年7月） - 徐挺曦（1980年3月—1983年5月） - 廖行（1980年3月—1981年12月） - 王知十（1983年5月—1986年5月） - 张超（1986年5月—1986年6月） | 政治委员 1. 陈煐（1978年3月—1980年12月） 2. 潘启琦（1980年12月—1982年10月） 3. 吴甲申（1983年5月—1985年7月） 4. 于德惠（1985年7月—1986年6月） 副政治委员 - 韩钢（1978年7月—1983年5月） - 耿春涛（1978年7月—1980年3月） - 丁云汉（1980年3月—1983年5月） - 刘慕涛（1983年6月—1985年7月） - 张震泉（1985年7月—1986年6月） |

中国人民解放军南京政治学院
| 院长 1. 于乃昌（1986年6月—1988年7月） 2. 朱京 少将（1989年4月—1996年8月） 3. 毕文波 少将（1996年8月—1999年6月） 4. 王日中 少将（？—2006年） 5. 王建伟 少将（2006年—2007年） 6. 蒋乾麟 少将（2007年—2014年12月） 7. 王树 少将（2014年12月—2017年） 副院长 - 张超 少将（1986年6月—1990年6月） - 郭生昆 少将（1986年7月—1992年2月） - 林兆义 少将（1990年5月—1990年9月） - 吴永川 少将（1990年10月—？） - 周深远 少将（1992年2月—1993年7月） - 张和辉 少将（1993年7月—？） - 张天荣 少将（？—？） - 苏建军 少将（？—？） …… - 吴孟超 少将（？—？） - 刘广浩 少将（？—？） - 韩为工 少将（？—？） - 刘定昌 空军少将（1999年6月—2005年12月） - 印进宝 少将（2005年—？） - 路加模 少将（2005年5月—？） - 贾吉平 少将（2010年—2013年） - 赵学清 少将（？—？） - 郝湛秋 少将（2013年12月—2016年） - 戴维民 少将（2013年—2014年12月） - 佟海青 少将（2014年—2016年） - 崔连杰 少将（2015年—2017年） | 政治委员 1. 于德惠（1986年6月—1989年4月） 2. 祝耀宗 少将（1990年10月—？） 3. 吴永川 少将（？—？） 4. 苏建军 少将（？—2004年） 5. 文忠民 少将（2004年—？） 6. 程建国 少将（2010年—2014年） 7. 李秀宝 少将（2014年8月—2014年12月） 8. 周建设 少将（2014年12月—2017年） 副政治委员 - 张震泉（1986年6月—1988年7月） - 张思敬（1988年8月—1990年6月） …… - 盛和泰 少将（？—？） - 路加模 少将（？—？） - 王秉山 少将（？—？） - 孙临平 少将（2007年—2008年12月） - 贾吉平 少将（2008年12月—2010年） - 郝湛秋 少将（2010年12月—2013年12月） - 王毅 少将（2011年—2014年） - 马力 少将（2014年—2017年） |

| 训练部部长 ……乐群 1980 - 刘定昌 空军少将（2004年1月—2005年12月，副院长兼） - 蔡惠福 少将（？—？） - 戴维民 少将（？—2013年） - 李昆明 少将（？—2014年） - 陶传铭 少将（2014年—？） | 政治部主任 …… - 李永法 少将（？—？） …… - 路加模 大校（？—2005年5月） - 陈乔元 大校（2005年—2006年） - 孙临平 大校（2006年9月—2007年） - 王毅 少将（2007年11月—2011年） - 夏平 海军少将（2011年12月—2014年7月） - 马向东 大校（2014年—2014年12月） - 姚炳洪 大校（2015年—2017年） |

| 科研部部长 …… - 马根生（？—？） | 院务部部长 …… - 徐运堂（？—？） |

| 上海校区主任 - 刘定昌 空军少将（1999年6月—2004年1月，副院长兼上海分院院长） - 李承 少将（？—2006年，上海分院院长） - 戴维民 少将（2006年—2010年12月，上海分院院长） - 罗剑明 大校（2010年12月—2012年12月，2011年前为上海分院院长） - 王忠 大校（2012年12月—2017年） | 上海校区政治委员 - 王毅 少将（1999年—2007年，上海分院政治委员） - 贡沈平 大校（2007年—2010年，上海分院政治委员） - 李敏 大校（2010年—2017年，2011年前为上海分院政治委员） |

中国人民武装警察部队政治学院
| 院长 …… - 张长东 武警大校（1994年—2005年，武警上海指挥学校校长、武警上海指挥学院院长） - 蒋春余 武警大校（？—？，武警上海政治学院院长） - 黄及全（？—2011年11月） - 李吟（2011年11月—2015年） - 王锋（2015年—2017年） | 政治委员 …… - 程伟（？—2005年，武警上海指挥学院政治委员） - 李吟（？—2011年11月，武警上海政治学院政治委员） - 蒋勇（2011年11月—2014年12月） - 王锋（2014年12月—2015年） - 杨建立（2015年—2017年） |

中国人民解放军国防大学政治学院
| 院长 - 陶传铭 少将（2017年7月—） - 王鹏 少将 | 政治委员 - 王锋 少将（2017年7月—） |

## 校区
- 本部（上海市）
- 西安校区（陕西省西安市）
- 南京教学区（江苏省南京市）